# Mandschauvinisme
Mandschauvinisme er et begreb der beskriver en form for sexisme, der omfatter nedvurderende opfattelser af kvinders evner, eller opfattelsen at mænd er kvinder overlegne. Som nedsættende udtryk om mænd kan det også beskrive en mand, der mener at have ret til at dominere og bestemme over kvinder. Mandschauvinisme bliver også jævnligt brugt som synonym til misogyni, sexisme eller kvindeundertrykkelse. Den kvindelige modsætning er kvindechauvinisme.
Begrebet har rod i chauvinisme og fandt især anvendelse i 1970'ernes kvindebevægelser, hvor det blev brugt som et nedsættende udtryk om mænd og essensen af alt hvad, der er værd at hade hos det modsatte køn.